# Scymnus festatus
Scymnus festatus är en skalbaggsart som beskrevs av Wingo 1952. Scymnus festatus ingår i släktet Scymnus och familjen nyckelpigor. Inga underarter finns listade i Catalogue of Life.